# Bye请慢走
《Bye 请慢走》（英語：Bye,See You Later），是马来西亚歌手蔡卓宜演唱的歌曲。由美国作曲家Krysta Youngs、制作人Davy Nathan共同为蔡卓宜量身打造。此单曲收录于2020年8月10日发行的同名专辑《Bye 请慢走》中。

## 制作

### MV
- 蔡卓宜在MV里换了6种造型，在每个造型里都散发不一样的风格，气场甚是强大。而她透露近100位工作人员们一共花了3天设置、设计了6个场景，拍摄当天，花了16个小时完成拍摄。

### 作词
- 蔡卓宜曾表示自己找了很多人写词却没有她要的感觉，于是就找来了庞加斯顿，没想到蔡卓宜传达她了的想法后，庞加斯顿仅用4-5个小时就写出了《Bye请慢走》的歌词。庞加斯顿于Youtube频道“碰碰”中透露被要求为卓宜写歌，倘若时间允许的话在隔天三点时发给她。由于庞加斯顿当时在忙着策划与姐姐新歌《Feel The Vibe》的MV，幸亏能在最短的时间内完成填词工作。庞加斯顿过后私信说如果对一半或以上的歌词不满意就找别人填词。由于蔡的公司对庞加斯顿发来经过后置调高音调的Demo音频非常满意，这首《Bye请慢走》就这样诞生了。[1]

## 演出舞台
| 日期       | 节目/ 活动             | 备注     | 来源  |
| ---------- | ---------------------- | -------- | ----- |
| 2020-08-15 | 《全球中文音乐榜上榜》 | 首次打榜 | [ 2 ] |
| 2021-01-14 | 《宇宙打歌中心》       | 嘉宾     | [ 3 ] |

## 其他
以下内容整理自官方MV的片尾，时间轴03:24-04:11（优管）：
- 制片：王颖竹
- 导演：许愿
- 执行制片：汪雨晨
- 执行导演：白云龙
- 摄影指导：肖溥伦
- 掌机：武海兵
- 美术指导：周钰鑫
- 美术助理：窦雪域
- 录音：董玉玺
- 作词：庞加斯顿
- 作曲：Krysta Youngs /Davy Nathan
- 编曲：Krysta Youngs /Davy Nathan
- 人声录音：李宗远@Studio21A
- 混音：周 天澈@Studio21A
- 母带：周 天澈@Studio21A
- 女声配唱：李潇潇@锐声音乐
- 男生和声：庞加斯顿
- 项目企划/监制：麦尼肯娱乐
- 经纪公司：麦尼肯娱乐
- 艺人经纪：雪梨
- 执行经纪：沐狄
- 艺人宣传：Yin小花
- 编舞：小黑/Wilma纹纹
- 舞蹈统筹： 任滕
- 服装造型：蔡卓宜/王小碟
- 妆容发型：蔡卓宜/环环
- MV封面老师：任欣羽

## 轶事
- 此为蔡卓宜于愛奇艺2020年推出的偶像女團競演養成類真人秀節目《青春有你2》毕业后的首部音乐作品。